# Вознесенский (Зилаирский район)
Вознесенский (баш. Вознесенка) — хутор в Зилаирском районе Башкортостана. Входит в состав Юлдыбаевского сельсовета.

## Население
| 2002 | 2009 | 2010 |
| ---- | ---- | ---- |
| 16   | ↘10  | ↗17  |

Национальный состав
Согласно переписи 2002 года, преобладающая национальность — удмурты (69 %).

## История
До 20 июля 2005 года посёлок. Преобразован в хутор согласно Закону Республики Башкортостан от 20 июля 2005 года, N 211-з «О внесении изменений в административно-территориальное устройство Республики Башкортостан в связи с образованием, объединением, упразднением и изменением статуса населенных пунктов, переносом административных центров».

## Географическое положение
Расстояние до:
- районного центра (Зилаир): 47 км,
- центра сельсовета (Юлдыбаево): 11 км,
- ближайшей железнодорожной станции (Сибай): 102 км.